# Guam op de Olympische Zomerspelen 1992
Guam nam deel aan de Olympische Zomerspelen 1992 in Barcelona, Spanje. De selectie bestond uit tweeëntwinting atleten, actief in acht verschillende sporten. Het land slaagde er niet in om haar eerste olympische medaille te winnen.

## Deelnemers en resultaten
(m) = mannen, (v) = vrouwen 

### Atletiek
| Olympiër        | Discipline      | Resultaat | Prestatie             |
| --------------- | --------------- | --------- | --------------------- |
| Richard Bentley | 400m horden (m) | 49e       | serie 6: 7de in 57,04 |
|                 |                 |           |                       |
| Jen Allred      | marathon (v)    | 36e       | 3:14.45               |

### Boogschieten
| Olympiër    | Discipline      | Resultaat | Prestatie                              |
| ----------- | --------------- | --------- | -------------------------------------- |
| Luis Cabral | individueel (m) | 86e       | plaatsingsronde: 72ste met 1147 punten |

### Gewichtheffen
| Olympiër      | Discipline | Resultaat | Prestatie                                                     |
| ------------- | ---------- | --------- | ------------------------------------------------------------- |
| Edgar Molinos | -75kg (m)  | 30e       | trekken: 31ste met 95kg stoten: 30ste met 125kg totaal: 220kg |

### Judo
| Olympiër              | Discipline | Resultaat | Prestatie |
| --------------------- | ---------- | --------- | --------- |
| Atif Muhammad Hussain | +95kg (m)  | 13e       |           |
|                       |            |           |           |
| Erin Lum              | -66kg (v)  | 13e       |           |

### Wielersport
| Olympiër                                              | Discipline                    | Resultaat | Prestatie                       |
| Baan                                                  | Baan                          | Baan      | Baan                            |
| ----------------------------------------------------- | ----------------------------- | --------- | ------------------------------- |
| Manuel Garcia                                         | individuele achtervolging (m) | 24e       | kwalificatie: 24ste in 5.03,997 |
| Jazy Garcia Manuel Garcia Andrew Martin Martin Santos | ploegenachtervolging (m)      | 20e       | kwalificatie: 20ste in 5.23,366 |
|                                                       |                               |           |                                 |
| Margaret Bean                                         | individuele achtervolging (v) | DNF       | kwalificatie: gedubbeld         |
| Weg                                                   |                               |           |                                 |
| Jazy Garcia                                           | wegwedstrijd (m)              | DNF       | niet gefinisht                  |
| Manuel Garcia                                         | wegwedstrijd (m)              | >DNF      | niet gefinisht                  |
| Martin Santos                                         | wegwedstrijd (m)              | >DNF      | niet gefinisht                  |
| Wil Yamamoto Jazy Garcia Manuel García Martin Santos  | ploegentijdrit (m)            | 25e       | 2:34.41                         |
|                                                       |                               |           |                                 |
| Margaret Bean                                         | wegwedstrijd (v)              | 52e       | 2:29.22                         |

### Worstelen
| Olympiër           | Discipline  | Resultaat   | Prestatie                                                   |
| Vrije stijl        | Vrije stijl | Vrije stijl | Vrije stijl                                                 |
| ------------------ | ----------- | ----------- | ----------------------------------------------------------- |
| Vincent Pangelinan | -48kg (m)   | 19e         | groep A: 10de V van USA Vanni: 0-16 V van IRI Rahmati: 0-11 |

### Zeilen
| Olympiër         | Discipline        | Resultaat | Prestatie                                             |
| ---------------- | ----------------- | --------- | ----------------------------------------------------- |
| Jan Ivan Iriarte | lechner A-390 (m) | 42e       | 409,0 punten: (41-39-40-35-39-39-38-42-42-DNC/s>)     |
|                  |                   |           |                                                       |
| Linda Yeomans    | lechner A-390 (v) | 24e       | 270,0 punten: (24-DNC/s>-23-DNC-24-DNC-DNC-24-21-DNC) |

### Zwemmen
| Olympiër                                             | Discipline            | Resultaat | Prestatie                |
| ---------------------------------------------------- | --------------------- | --------- | ------------------------ |
| Adrian Romero                                        | 50m vrije slag (m)    | 54e       | serie 2: 1ste in 25,12   |
| Patrick Sagisi                                       | 50m vrije slag (m)    | 52e       | serie 4: 5de in 54,78    |
| Adrian Romero                                        | 100m vrije slag (m)   | 59e       | serie 2: 1ste in 54,77   |
| Patrick Sagisi                                       | 100m vrije slag (m)   | 55e       | serie 5: 8ste in 53,90   |
| Frank Flores                                         | 200m vrije slag (m)   | 45e       | serie 2: 3de in 2.00,48  |
| Patrick Sagisi                                       | 100m rugslag (m)      | 46e       | serie 2: 6de in 1.01,84  |
| Glenn Diaz                                           | 100m schoolslag (m)   | 51e       | serie 2: 4de in 1.10,32  |
| Glenn Diaz                                           | 200m schoolslag (m)   | 46e       | serie 2: 6de in 2.34,65  |
| Adrian Romero Ray Flores Frank Flores Patrick Sagisi | 4x100m vrije slag (m) | 16e       | serie 1: 5de in 3.42,31  |
| Patrick Sagisi Glenn Diaz Ray Flores Adrian Romero   | 4x100m wisselslag (m) | 22e       | serie 1: 7de in 4.07,98  |
|                                                      |                       |           |                          |
| Tammie Kaae                                          | 100m schoolslag (v)   | 36e       | serie 1: 1ste in 1.16,78 |
| Barbara Pexa                                         | 100m schoolslag (v)   | 37e       | serie 2: 6de in 1.17,71  |
| Barbara Pexa                                         | 200m schoolslag (v)   | 36e       | serie 1: 4de in 2.47,27  |
| Tammie Kaae                                          | 200m wisselslag (v)   | 42e       | serie 1: 5de in 2.36,31  |

Albanië · Algerije · Amerikaanse Maagdeneilanden · Amerikaans-Samoa · Andorra · Angola · Antigua en Barbuda · Argentinië · Aruba · Australië · Bahama's · Bahrein · Bangladesh · Barbados · België · Belize · Benin · Bermuda · Bhutan · Bolivia · Bosnië en Herzegovina · Botswana · Brazilië · Britse Maagdeneilanden · Bulgarije · Burkina Faso · Canada · Centraal-Afrikaanse Republiek · Chili · China · Chinees Taipei · Colombia · Congo-Brazzaville · Cookeilanden · Costa Rica · Cuba · Cyprus · Denemarken · Djibouti · Dominicaanse Republiek · Duitsland · Ecuador · Egypte · El Salvador · Equatoriaal-Guinea · Estland · Ethiopië · Fiji · Filipijnen · Finland · Frankrijk · Gabon · Gambia · Gezamenlijk team · Ghana · Grenada · Griekenland · Groot-Brittannië · Guam · Guatemala · Guinee · Guyana · Haïti · Honduras · Hongarije · Hongkong · Ierland · IJsland · India · Indonesië · Irak · Iran · Israël · Italië · Ivoorkust · Jamaica · Japan · Jemen · Jordanië · Kaaimaneilanden · Kameroen · Kenia · Koeweit · Kroatië · Laos · Lesotho · Letland · Libanon · Libië · Liechtenstein · Litouwen · Luxemburg · Madagaskar · Malawi · Malediven · Maleisië · Mali · Malta · Marokko · Mauritanië · Mauritius · Mexico · Monaco · Mongolië · Mozambique · Myanmar · Namibië · Nederland · Nederlandse Antillen · Nepal · Nicaragua · Nieuw-Zeeland · Niger · Nigeria · Noord-Korea · Noorwegen · Oeganda · Oman · Oostenrijk · Pakistan · Panama · Papoea-Nieuw-Guinea · Paraguay · Peru · Polen · Portugal · Puerto Rico · Qatar · Roemenië · Rwanda · Saint Vincent‑Grenadines · Salomonseilanden · Samoa · San Marino · Saoedi-Arabië · Senegal · Seychellen · Sierra Leone · Singapore · Slovenië · Soedan · Spanje · Sri Lanka · Suriname · Swaziland · Syrië · Tanzania · Thailand · Togo · Tonga · Trinidad en Tobago · Tsjaad · Tsjecho-Slowakije · Tunesië · Turkije · Uruguay · Vanuatu · Venezuela · Verenigde Arabische Emiraten · Verenigde Staten · Vietnam · Zaïre · Zambia · Zimbabwe · Zuid-Afrika · Zuid-Korea · Zweden · Zwitserland · Onafhankelijke olympische deelnemers